# Skilanglauf-Nor-Am-Cup 2012/13
Der Skilanglauf-Nor-Am-Cup 2012/13 war eine von der FIS organisierte Wettkampfserie, die zum Unterbau des Skilanglauf-Weltcups 2012/13 gehörte. Er begann am 1. Dezember 2012 in Canmore und endete mit den Kanadischen Meisterschaften im Skilanglauf 2013 am 30. März 2013 in Whistler. Die Gesamtwertung der Männer gewann Jesse Cockney und bei den Frauen Amanda Ammar.

## Männer

### Resultate
| 1. Nor-Am-Cup in Canmore, 1. und 2. Dezember 2012 | 1. Nor-Am-Cup in Canmore, 1. und 2. Dezember 2012 | 1. Nor-Am-Cup in Canmore, 1. und 2. Dezember 2012 | 1. Nor-Am-Cup in Canmore, 1. und 2. Dezember 2012 | 1. Nor-Am-Cup in Canmore, 1. und 2. Dezember 2012 |
| ------------------------------------------------- | ------------------------------------------------- | ------------------------------------------------- | ------------------------------------------------- | ------------------------------------------------- |
| Datum                                             | Disziplin                                         | Erster Platz                                      | Zweiter Platz                                     | Dritter Platz                                     |
| 1. Dezember 2012                                  | Sprint Freistil                                   | Eligius Tambornino                                | Jovian Hediger                                    | Christoph Eigenmann                               |
| 2. Dezember 2012                                  | 15 km klassisch                                   | Graeme Killick                                    | Jesse Cockney                                     | David Greer                                       |

| 2. Nor-Am-Cup in Vernon, 8. und 9. Dezember 2012 | 2. Nor-Am-Cup in Vernon, 8. und 9. Dezember 2012 | 2. Nor-Am-Cup in Vernon, 8. und 9. Dezember 2012 | 2. Nor-Am-Cup in Vernon, 8. und 9. Dezember 2012 | 2. Nor-Am-Cup in Vernon, 8. und 9. Dezember 2012 |
| ------------------------------------------------ | ------------------------------------------------ | ------------------------------------------------ | ------------------------------------------------ | ------------------------------------------------ |
| Datum                                            | Disziplin                                        | Erster Platz                                     | Zweiter Platz                                    | Dritter Platz                                    |
| 8. Dezember 2012                                 | 15 km klassisch Mst.                             | Jens Eriksson                                    | Patrick Stewart-Jones                            | Graeme Killick                                   |
| 9. Dezember 2012                                 | 15 km Freistil                                   | Graham Nishikawa                                 | Michael Somppi                                   | David Greer                                      |

| 3. Nor-Am-Cup in Thunder Bay, 3. bis 6. Januar 2013 | 3. Nor-Am-Cup in Thunder Bay, 3. bis 6. Januar 2013 | 3. Nor-Am-Cup in Thunder Bay, 3. bis 6. Januar 2013 | 3. Nor-Am-Cup in Thunder Bay, 3. bis 6. Januar 2013 | 3. Nor-Am-Cup in Thunder Bay, 3. bis 6. Januar 2013 |
| --------------------------------------------------- | --------------------------------------------------- | --------------------------------------------------- | --------------------------------------------------- | --------------------------------------------------- |
| Datum                                               | Disziplin                                           | Erster Platz                                        | Zweiter Platz                                       | Dritter Platz                                       |
| 3. Januar 2013                                      | 30 km Skiathlon                                     | Graham Nishikawa                                    | Kevin Sandau                                        | Graeme Killick                                      |
| 5. Januar 2013                                      | Sprint Freistil                                     | Philip Widmer                                       | Patrick Stewart-Jones                               | Jesse Cockney                                       |
| 6. Januar 2013                                      | 15 km Freistil                                      | Michael Somppi                                      | Russell Kennedy                                     | Christopher Hamilton                                |

| 4. Nor-Am-Cup in Duntroon, 26. und 27. Januar 2013 | 4. Nor-Am-Cup in Duntroon, 26. und 27. Januar 2013 | 4. Nor-Am-Cup in Duntroon, 26. und 27. Januar 2013 | 4. Nor-Am-Cup in Duntroon, 26. und 27. Januar 2013 | 4. Nor-Am-Cup in Duntroon, 26. und 27. Januar 2013 |
| -------------------------------------------------- | -------------------------------------------------- | -------------------------------------------------- | -------------------------------------------------- | -------------------------------------------------- |
| Datum                                              | Disziplin                                          | Erster Platz                                       | Zweiter Platz                                      | Dritter Platz                                      |
| 26. Januar 2013                                    | Sprint klassisch                                   | Brent McMurtry                                     | Jesse Cockney                                      | Graham Nishikawa                                   |
| 27. Januar 2013                                    | 15 km Freistil                                     | Graham Nishikawa                                   | Kevin Sandau                                       | Michael Somppi                                     |

| 5. Nor-Am-Cup in Cantley, 1.–3. Februar 2013 | 5. Nor-Am-Cup in Cantley, 1.–3. Februar 2013 | 5. Nor-Am-Cup in Cantley, 1.–3. Februar 2013 | 5. Nor-Am-Cup in Cantley, 1.–3. Februar 2013 | 5. Nor-Am-Cup in Cantley, 1.–3. Februar 2013 |
| -------------------------------------------- | -------------------------------------------- | -------------------------------------------- | -------------------------------------------- | -------------------------------------------- |
| Datum                                        | Disziplin                                    | Erster Platz                                 | Zweiter Platz                                | Dritter Platz                                |
| 1. Februar 2013                              | Sprint klassisch                             | Philip Widmer                                | Patrick Stewart-Jones                        | Brent McMurtry                               |
| 2. Februar 2013                              | 15 km Freistil                               | Michael Somppi                               | Graham Nishikawa                             | Jesse Cockney                                |
| 3. Februar 2013                              | 30 km klassisch Verfolgung                   | Jesse Cockney                                | Brent McMurtry                               | Graham Nishikawa                             |

| 6. Nor-Am-Cup in Grande Prairie, 22.–24. Februar 2013 | 6. Nor-Am-Cup in Grande Prairie, 22.–24. Februar 2013 | 6. Nor-Am-Cup in Grande Prairie, 22.–24. Februar 2013 | 6. Nor-Am-Cup in Grande Prairie, 22.–24. Februar 2013 | 6. Nor-Am-Cup in Grande Prairie, 22.–24. Februar 2013 |
| ----------------------------------------------------- | ----------------------------------------------------- | ----------------------------------------------------- | ----------------------------------------------------- | ----------------------------------------------------- |
| Datum                                                 | Disziplin                                             | Erster Platz                                          | Zweiter Platz                                         | Dritter Platz                                         |
| 22. Februar 2013                                      | Sprint Freistil                                       | Jesse Cockney                                         | Brent McMurtry                                        | Andy Shields                                          |
| 23. Februar 2013                                      | 15 km klassisch                                       | Graeme Killick                                        | Kevin Sandau                                          | Jesse Cockney                                         |
| 24. Februar 2013                                      | 30 km Freistil Verfolgung                             | Graeme Killick                                        | Jesse Cockney                                         | Michael Somppi                                        |

| 7. Nor-Am-Cup in Whistler, 24.–30. März 2013 | 7. Nor-Am-Cup in Whistler, 24.–30. März 2013 | 7. Nor-Am-Cup in Whistler, 24.–30. März 2013 | 7. Nor-Am-Cup in Whistler, 24.–30. März 2013 | 7. Nor-Am-Cup in Whistler, 24.–30. März 2013 |
| -------------------------------------------- | -------------------------------------------- | -------------------------------------------- | -------------------------------------------- | -------------------------------------------- |
| Datum                                        | Disziplin                                    | Erster Platz                                 | Zweiter Platz                                | Dritter Platz                                |
| 24. März 2013                                | 10 km Freistil                               | Brian McKeever                               | Graham Nishikawa                             | Graeme Killick                               |
| 26. März 2013                                | 15 km klassisch                              | Brent McMurtry                               | Rune Malo Ödegaard                           | David Greer                                  |
| 28. März 2013                                | Sprint klassisch                             | Len Väljas                                   | Graham Nishikawa                             | Philip Widmer                                |
| 30. März 2013                                | 50 km Freistil Mst.                          | Torin Koos                                   | Brent McMurtry                               | Kevin Sandau                                 |

### Gesamtwertung Männer
| Rang | Name                  | Punkte |
| ---- | --------------------- | ------ |
| 01   | Jesse Cockney         | 945    |
| 02   | Graham Nishikawa      | 937    |
| 03   | Michael Somppi        | 928    |
| 04   | Brent McMurtry        | 896    |
| 05   | Graeme Killick        | 894    |
| 06   | Kevin Sandau          | 645    |
| 07   | David Greer           | 572    |
| 08   | Christopher Hamilton  | 512    |
| 09   | Patrick Stewart-Jones | 439    |
| 10   | Brian McKeever        | 412    |
| 011  | Knute Johnsgaard      | 365    |
| 012. | Philip Widmer         | 362    |
| 013. | Colin Abbott          | 341    |
| 014. | Russell Kennedy       | 338    |

| Rang | Name               | Punkte |
| ---- | ------------------ | ------ |
| 015. | Andy Shields       | 317    |
| 016. | Raphael Couturier  | 233    |
| 017. | Frédéric Touchette | 226    |
| 018. | Matt Wylie         | 224    |
| 019. | Gerard Garnier     | 193    |
| 020. | John Parry         | 184    |
| 021. | Geoffrey Richards  | 181    |
| 022. | Erik Carleton      | 164    |
| 023. | Steffan Lloyd      | 157    |
| 024. | Sébastien Townsend | 156    |
| 025. | Rune Malo Ödegaard | 143    |
| 026. | Alex Mahoney       | 140    |
| 027. | David Palmer       | 132    |
| 028. | Torin Koos         | 122    |

| Rang | Name               | Punkte |
| ---- | ------------------ | ------ |
| 029. | Dudley Coulter     | 120    |
| 030. | Pate Neumann       | 114    |
| 031. | Yannick Lapierre   | 106    |
| 031. | Bob Thompson       | 106    |
| 033. | Eligius Tambornino | 100    |
| 033. | Jens Eriksson      | 100    |
| 033. | Sylvan Ellefson    | 100    |
| 033. | Len Väljas         | 100    |
| 037. | Ian Murray         | 92     |
| 038. | Brian Gregg        | 85     |
| 039. | Thomsen D'Hont     | 83     |
| 040. | Jovian Hediger     | 80     |

## Frauen

### Resultate
| 1. Nor-Am-Cup in Canmore, 1. und 2. Dezember 2012 | 1. Nor-Am-Cup in Canmore, 1. und 2. Dezember 2012 | 1. Nor-Am-Cup in Canmore, 1. und 2. Dezember 2012 | 1. Nor-Am-Cup in Canmore, 1. und 2. Dezember 2012 | 1. Nor-Am-Cup in Canmore, 1. und 2. Dezember 2012 |
| ------------------------------------------------- | ------------------------------------------------- | ------------------------------------------------- | ------------------------------------------------- | ------------------------------------------------- |
| Datum                                             | Disziplin                                         | Erster Platz                                      | Zweiter Platz                                     | Dritter Platz                                     |
| 1. Dezember 2012                                  | Sprint Freistil                                   | Bettina Gruber                                    | Andrea Dupont                                     | Kate Brennan                                      |
| 2. Dezember 2012                                  | 10 km klassisch                                   | Brittany Webster                                  | Chisa Ōbayashi                                    | Amanda Ammar                                      |

| 2. Nor-Am-Cup in Vernon, 8. und 9. Dezember 2012 | 2. Nor-Am-Cup in Vernon, 8. und 9. Dezember 2012 | 2. Nor-Am-Cup in Vernon, 8. und 9. Dezember 2012 | 2. Nor-Am-Cup in Vernon, 8. und 9. Dezember 2012 | 2. Nor-Am-Cup in Vernon, 8. und 9. Dezember 2012 |
| ------------------------------------------------ | ------------------------------------------------ | ------------------------------------------------ | ------------------------------------------------ | ------------------------------------------------ |
| Datum                                            | Disziplin                                        | Erster Platz                                     | Zweiter Platz                                    | Dritter Platz                                    |
| 8. Dezember 2012                                 | 10 km klassisch Mst.                             | Brittany Webster                                 | Annika Hicks                                     | Frédérique Vézina                                |
| 9. Dezember 2012                                 | 10 km Freistil                                   | Emily Nishikawa                                  | Brittany Webster                                 | Frédérique Vézina                                |

| 3. Nor-Am-Cup in Thunder Bay, 3. bis 6. Januar 2013 | 3. Nor-Am-Cup in Thunder Bay, 3. bis 6. Januar 2013 | 3. Nor-Am-Cup in Thunder Bay, 3. bis 6. Januar 2013 | 3. Nor-Am-Cup in Thunder Bay, 3. bis 6. Januar 2013 | 3. Nor-Am-Cup in Thunder Bay, 3. bis 6. Januar 2013 |
| --------------------------------------------------- | --------------------------------------------------- | --------------------------------------------------- | --------------------------------------------------- | --------------------------------------------------- |
| Datum                                               | Disziplin                                           | Erster Platz                                        | Zweiter Platz                                       | Dritter Platz                                       |
| 3. Januar 2013                                      | 15 km Skiathlon                                     | Emily Nishikawa                                     | Alana Thomas                                        | Zoe Roy                                             |
| 5. Januar 2013                                      | Sprint klassisch                                    | Andrea Dupont                                       | Alysson Marshall                                    | Emily Nishikawa                                     |
| 6. Januar 2013                                      | 10 km Freistil                                      | Emily Nishikawa                                     | Cendrine Browne                                     | Zoe Roy                                             |

| 4. Nor-Am-Cup in Duntroon, 26. und 27. Januar 2013 | 4. Nor-Am-Cup in Duntroon, 26. und 27. Januar 2013 | 4. Nor-Am-Cup in Duntroon, 26. und 27. Januar 2013 | 4. Nor-Am-Cup in Duntroon, 26. und 27. Januar 2013 | 4. Nor-Am-Cup in Duntroon, 26. und 27. Januar 2013 |
| -------------------------------------------------- | -------------------------------------------------- | -------------------------------------------------- | -------------------------------------------------- | -------------------------------------------------- |
| Datum                                              | Disziplin                                          | Erster Platz                                       | Zweiter Platz                                      | Dritter Platz                                      |
| 26. Januar 2013                                    | Sprint klassisch                                   | Andrea Dupont                                      | Emily Nishikawa                                    | Alysson Marshall                                   |
| 27. Januar 2013                                    | 10 km Freistil                                     | Brittany Webster                                   | Zoe Roy                                            | Andrea Dupont                                      |

| 5. Nor-Am-Cup in Cantley, 1.–3. Februar 2013 | 5. Nor-Am-Cup in Cantley, 1.–3. Februar 2013 | 5. Nor-Am-Cup in Cantley, 1.–3. Februar 2013 | 5. Nor-Am-Cup in Cantley, 1.–3. Februar 2013 | 5. Nor-Am-Cup in Cantley, 1.–3. Februar 2013 |
| -------------------------------------------- | -------------------------------------------- | -------------------------------------------- | -------------------------------------------- | -------------------------------------------- |
| Datum                                        | Disziplin                                    | Erster Platz                                 | Zweiter Platz                                | Dritter Platz                                |
| 1. Februar 2013                              | Sprint klassisch                             | Alysson Marshall                             | Rebecca Reid                                 | Kate Brennan                                 |
| 2. Februar 2013                              | 10 km Freistil                               | Kate Brennan                                 | Brittany Webster                             | Emily Nishikawa                              |
| 3. Februar 2013                              | 15 km klassisch Mst.                         | Emily Nishikawa                              | Kate Brennan                                 | Amanda Ammar                                 |

| 6. Nor-Am-Cup in Grande Prairie, 22.–24. Februar 2013 | 6. Nor-Am-Cup in Grande Prairie, 22.–24. Februar 2013 | 6. Nor-Am-Cup in Grande Prairie, 22.–24. Februar 2013 | 6. Nor-Am-Cup in Grande Prairie, 22.–24. Februar 2013 | 6. Nor-Am-Cup in Grande Prairie, 22.–24. Februar 2013 |
| ----------------------------------------------------- | ----------------------------------------------------- | ----------------------------------------------------- | ----------------------------------------------------- | ----------------------------------------------------- |
| Datum                                                 | Disziplin                                             | Erster Platz                                          | Zweiter Platz                                         | Dritter Platz                                         |
| 22. Februar 2013                                      | Sprint Freistil                                       | Heidi Widmer                                          | Alysson Marshall                                      | Kate Brennan                                          |
| 23. Februar 2013                                      | 10 km klassisch                                       | Amanda Ammar                                          | Alana Thomas                                          | Annika Hicks                                          |
| 24. Februar 2013                                      | 15 km Freistil Verfolgung                             | Alana Thomas                                          | Amanda Ammar                                          | Heidi Widmer                                          |

| 7. Nor-Am-Cup in Whistler, 24.–30. März 2013 | 7. Nor-Am-Cup in Whistler, 24.–30. März 2013 | 7. Nor-Am-Cup in Whistler, 24.–30. März 2013 | 7. Nor-Am-Cup in Whistler, 24.–30. März 2013 | 7. Nor-Am-Cup in Whistler, 24.–30. März 2013 |
| -------------------------------------------- | -------------------------------------------- | -------------------------------------------- | -------------------------------------------- | -------------------------------------------- |
| Datum                                        | Disziplin                                    | Erster Platz                                 | Zweiter Platz                                | Dritter Platz                                |
| 24. März 2013                                | 5 km Freistil                                | Caitlin Gregg                                | Heidi Widmer                                 | Alana Thomas                                 |
| 26. März 2013                                | 10 km klassisch                              | Daria Gaiazova                               | Chisa Ōbayashi                               | Perianne Jones                               |
| 28. März 2013                                | Sprint klassisch                             | Daria Gaiazova                               | Bettina Gruber                               | Perianne Jones                               |
| 30. März 2013                                | 30 km Freistil Mst.                          | Bettina Gruber                               | Zina Kocher                                  | Heidi Widmer                                 |

### Gesamtwertung Frauen
| Rang | Name             | Punkte |
| ---- | ---------------- | ------ |
| 01   | Amanda Ammar     | 816    |
| 02   | Kate Brennan     | 807    |
| 03   | Alysson Marshall | 763    |
| 04   | Alana Thomas     | 758    |
| 05   | Emily Nishikawa  | 754    |
| 06   | Zoe Roy          | 670    |
| 07   | Heidi Widmer     | 627    |
| 08   | Brittany Webster | 560    |
| 09   | Rebecca Reid     | 487    |
| 10   | Erin Tribe       | 425    |
| 011  | Annika Hicks     | 420    |
| 012. | Andrea Dupont    | 404    |
| 013. | Marlis Kromm     | 338    |
| 014. | Dahria Beatty    | 333    |

| Rang | Name                    | Punkte |
| ---- | ----------------------- | ------ |
| 015. | Andrea Lee              | 297    |
| 016. | Bettina Gruber          | 280    |
| 017. | Cendrine Browne         | 256    |
| 018. | Chisa Ōbayashi          | 210    |
| 019. | Frédérique Vézina       | 209    |
| 020. | Daria Gaiazova          | 200    |
| 021. | Anne-Marie Comeau       | 190    |
| 022. | Olivia Bouffard-Nesbitt | 176    |
| 023. | Maja Zimmermann         | 171    |
| 024. | Alannah MacLean         | 159    |
| 025. | Caitlin Gregg           | 142    |
| 026. | Camille Pepin           | 141    |
| 027. | Brittany Evans          | 130    |
| 028. | Sheila Kealey           | 129    |

| Rang | Name                    | Punkte |
| ---- | ----------------------- | ------ |
| 029. | Perianne Jones          | 120    |
| 030. | Megan McTavish          | 118    |
| 031. | Heather Mehain          | 109    |
| 032. | Lauren Brookes          | 103    |
| 033. | Kajsa Heyes             | 101    |
| 034. | Katherine Stewart-Jones | 89     |
| 034. | Catherine Auclair       | 89     |
| 036. | Julia Ransom            | 86     |
| 037. | Caroline Drolet         | 80     |
| 037. | Zina Kocher             | 80     |
| 039. | Mary Thompson           | 79     |
| 040. | Kalli Green             | 78     |